# Болонья (провинция)
Боло́нья (итал. Provincia di Bologna, эмил.-ром. pruvénzia ed Bulåggna) — бывшая провинция в Италии, в области Эмилия-Романья. На основании закона № 56 от 7 апреля 2014 года с 1 января 2015 года упразднена, а её территория составила новую территориальную единицу метрополитенский город Болонья.

## География
Болонья расположена на севере Италии, где граничит с провинциями Равенной, Феррарой, Моденой и занимает собой пространство в 3 тысячи 562 квадратных километра. Провинция Болонья в конце XIX века делилась на три округа с главными городами Болоньей, Имолой и Вергато.
Территория нынешней Болоньи в древности входила в состав области Эмилии вместе с Романьи.

## История
Провинция Болонья учреждена в период Рисорджименто декретом диктатора Фарини от 30 ноября 1859 года, которым были объединены территории бывших Моденского и Пармского герцогств, а также четырёх легаций Папского государства — Болоньи, Феррары, Равенны и Форли. 25 декабря 1859 года новая административно-территориальная единица получила наименование провинция Эмилия, 11 и 12 марта 1860 года состоялся референдум о присоединении к Сардинскому королевству.
Согласно «ЭСБЕ», на начало XX века главными занятиями жителей являлись земледелие, овцеводство и свиноводство, изготовление различных химических продуктов и различных тканей, приготовление консервов и итальянской колбасы.
Последней должность президента провинции занимала Беатриче Драгетти, 31 декабря 2014 года срок её полномочий истёк.